# اموری کلارک
اموری کلارک (انگلیسی: Emory Clark؛ زادهٔ ۲۳ مارس ۱۹۳۸) قایقران روئینگ اهل ایالات متحده آمریکا بود.
وی در مسابقات کشوری و بین‌المللی در مجموع برندهٔ ۱ مدال طلا شده‌است.